# Neopachystola
Neopachystola is een kevergeslacht uit de familie van de boktorren (Cerambycidae). De wetenschappelijke naam van het geslacht werd voor het eerst geldig gepubliceerd in 1977 door Marinoni.

## Soorten
Neopachystola omvat de volgende soorten:
- Neopachystola erinacea (Jordan, 1894)
- Neopachystola fuliginosa (Chevrolat, 1858)
- Neopachystola granulipennis (Breuning, 1971)
- Neopachystola mamillata (Dalman, 1817)